# Csach Gábor
Csach Gábor (Balassagyarmat, 1969. október 18. –) magyar művészettörténész, politikus. 1989 óta tagja a Fidesznek, 2006 és 2019 között Balassagyarmat alpolgármestere, 2019 óta a város polgármestere.

## Életpályája
Vasutas családban született 1969-ben. Az egykori Lenin lakótelepen (ma Madách liget) nevelkedett fel, majd 1986-ban szüleivel kiköltözött a panellakásból. Iskoláit a Kiss Árpád Iskolában kezdte. Gyermekkorát megszabta a Kádár-korszak elnyomott kisvárosi hangulata, amelyet a később alapított zenekarában „little town feeling”-ként említ. Kilenc év zeneiskolai tanulmány után csatlakozott a Heb Dajör városi népzenekarhoz. A zenekar 1987-es feloszlását követően hozta létre a Kinopuskin avantgarde tánczenekart.
1988-ban érettségizett a Balassi Bálint Gimnáziumban. Gimnáziumi évei során 18 évesen összeköltözött Sziládi Krisztinával (1996-ban házasodnak össze). 1989-ben a Fidesz helyi szervezetének alapítója, a régi alapítók közül csak feleségével maradtak máig Fidesz-tagok. Még ebben az évben Krisztinával felköltöztek Budapestre, ahol Csach az Eötvös Loránd Tudományegyetem kezdett tanulni, majd 1997-ben művészettörténészi diplomát szerzett. 1996-ban visszaköltöztek Balassagyarmatra.
1996-tól a Mikszáth Kálmán Művelődési Központ munkatársa, 2003-ig a Gyarmati TV stúdióvezetője, számos műsor mellett a summaKultura kulturális sorozat készítője. 1989-ben belépett a Fideszbe, első Nógrád megyeiként az 1000. sz. tagkönyv tulajdonosa. 1998 óta önkormányzati képviselő, 2001 óta a Fidesz helyi elnöke, 2006–2019 között a város alpolgármestere.
2019 júniusában a Fidesz helyi szervezete Csach Gábort nevezte ki a 2019-es balassagyarmati önkormányzati választásra a párt polgármester-jelöltjének, a nyugdíjba vonuló Medvácz Lajos helyére.

## Családja
Apai ágon ükapjáig mindenki vasutas volt, édesanyja a balassagyarmati zeneiskola titkárnőjeként dolgozott. Felesége Sziládi Krisztina francia–olasz szakos középiskolai tanár, lányuk 1996-ban, fiuk 1999-ben született.